# Carlo Rossi

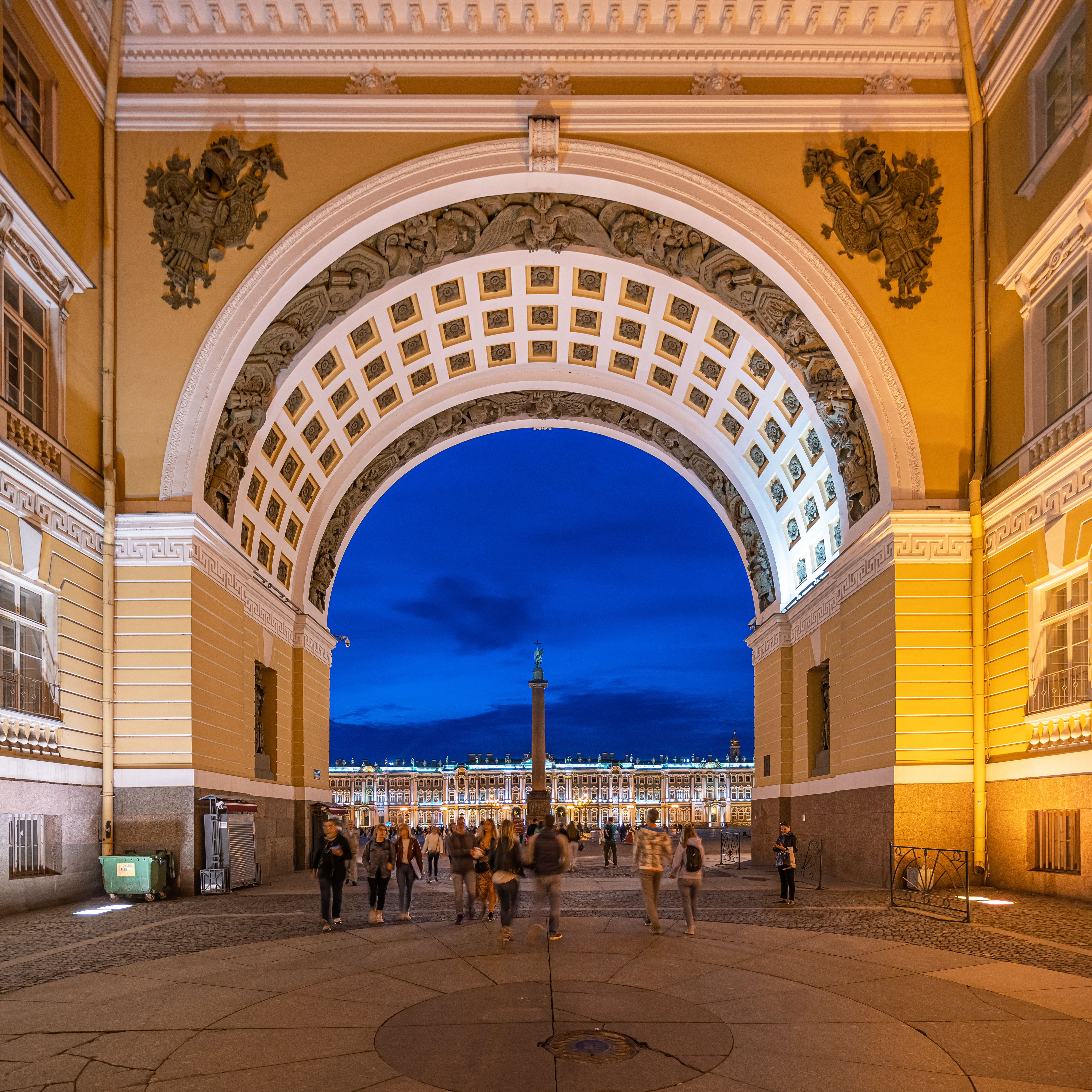
Palisaddetalj i huvudbyggnaden för personalen vid Vinterpalatsets torg, av Carlo Rossi.

Carlo di Giovanni Rossi (ryska: Карл Иванович Росси, Karl Ivanovitj Rossi) född 29 december 1775 i Neapel, död 18 april 1849 i Sankt Petersburg var en italiensk-rysk arkitekt. 
Familjen blev inbjuden till Ryssland eftersom hans mor var en välkänd ballerina. Familjen kom att stanna i Ryssland och Carlo verkade i Ryssland större delen av sitt liv. Han ritade många klassiska byggnader i Sankt Petersburg och dess omgivningar.
Asteroiden 3969 Rossi är uppkallad efter honom.